# Ace Junior Ace
O Ace Junior Ace é um avião esportivo monoposto que tem sido oferecido como um kit pela empresa Ace Aircraft Manufacturing Company com planos para construção caseira desde os anos 1930. ele foi projetado originalmente por Orland Corben.
Ele tem formato de asas parasol monoplano com trem de pouso convencional. O piloto e o eventual passageiro sentam-se lado-a-lado, em um cockpit fechado ou com abertura do lado esquerdo. a fuselagem é tubular com cobertura de lona e as asas são em madeira. Uma variedade de motorizações podem ser utilizadas no avião sendo usados mais os motores de 85 hp (63,4 kW) à 120 hp (89,5 kW).
A empresa Experimental Aircraft Association fundada por Paul Poberezny alongou a fuselagem do Jr Ace, adicionou rodas modernas, freios e aumentou a envergadura para  10,4 m (34,1 ft), criando assim o Pober Jr Ace. A companhia Acro Sport mantém os direitos para o design e vende os planos de construção, assim podendo ser construída por amadores.

## Variantes
- Baby Ace - monoposto
- Super Ace - monoposto com motor de Ford A de 1937. Planos atualizados pela Experimental Aircraft Association fundada por Paul Poberezny
- Ace Junior Ace - biposto em tandem
- Pober Jr Ace - planos atualizados do modelo Jr Ace

## Especificações (Típico Junior Ace E)
Descrições gerais
- Tripulação: 1 piloto
- Comprimento: 5,49 m (18 ft)
- Envergadura: 8,08 m (27 ft)
- Peso vazio: 293 kg (646 lb)
- Peso de decolagem: 557 kg (1 230 lb)

Motorização
- Número de motores: 1x
- Tipo do motor: Vários tipos a pistão com potências de 65 hp (48,5 kW) a 100 hp (74,6 kW)

Performance
- Velocidade máxima: 208 km/h (129 mph)
- Velocidade total em Nó: 112 kn (207 km/h)
- Razão de subida: 3,05 m/s
- Tecto de serviço: 3 201 m (10 500 ft)

## Galeria

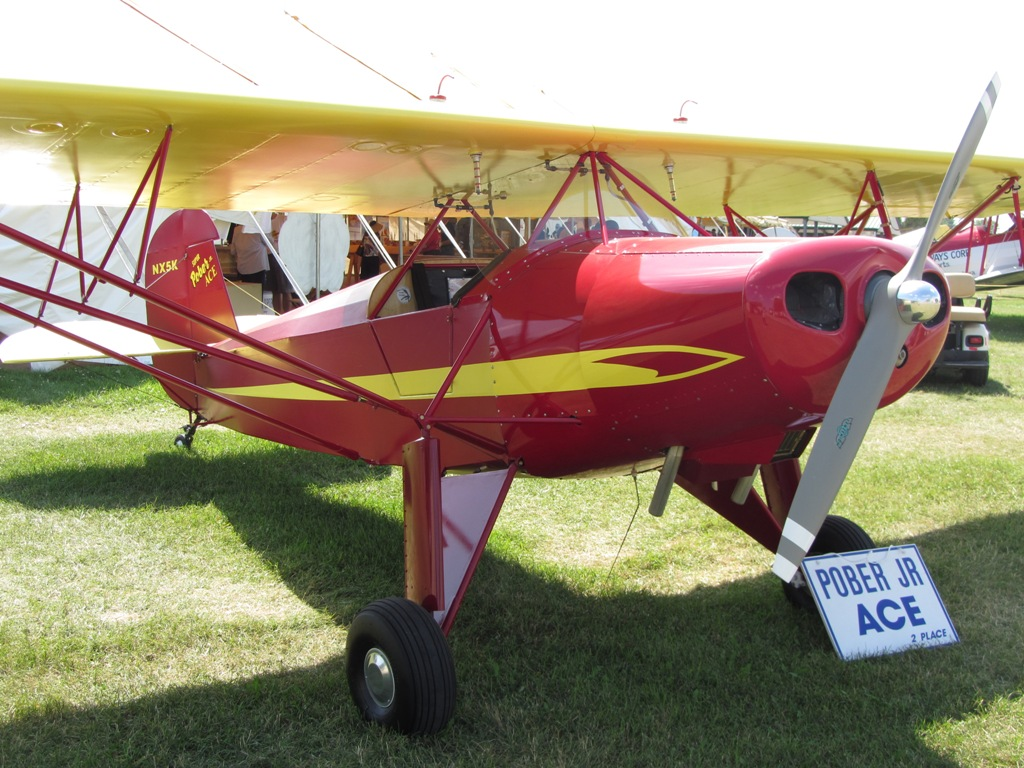
Prober Jr. Ace
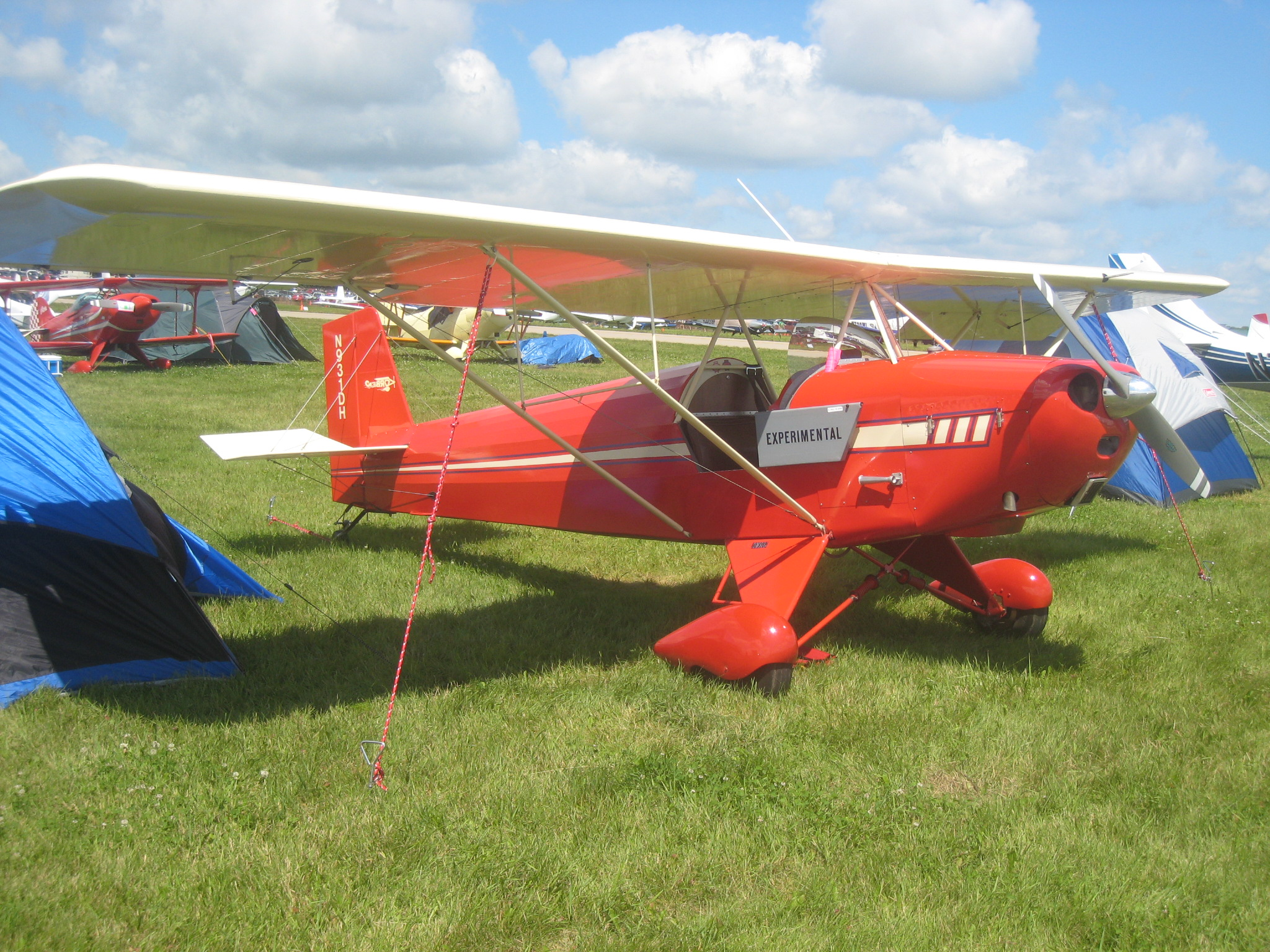
Corben Jr Ace